# Lisa McGrillis
Lisa McGrillis (nascida em 3 de setembro de 1982) é uma atriz britânica.

## Vida pessoal
McGrillis cresceu em Scotby, perto de Carlisle, em Cumbria, com sua mãe, uma professora de necessidades especiais, e seu pai, um contador. Ela estudou artes cênicas na Universidade de Northumbria.

## Carreira
McGrillis teve um papel em The Pitmen Painters, de Lee Hall, em 2007. Foi transferido para o National Theatre de Londres e depois para a Broadway.
McGrillis esteve em Much Ado About Nothing no Shakespeare's Globe em 2011 como Margaret, a empregada. Quando Eve Best, a estrela do show, adoeceu, o diretor Jeremy Herrin pediu a McGrillis que interpretasse Beatrice. Ela então apareceu em The Pass com Russell Tovey no Royal Court Theatre em 2014.

McGrillis estrelou ao lado da indicada ao Oscar Lesley Manville na sitcom da BBC Mum como Kelly, a namorada do filho de Manville, Jason. Em fevereiro de 2019, ela interpretou Hannah Wilde no episódio oito da oitava temporada de Death in Paradise. Mais tarde, ela interpretou uma política de base de Manchester na terceira temporada do drama policial No Offence, do Channel 4, e, em 2020, apareceu como 'Mad Kay' na sitcom da BBC King Gary, escrita por Tom Davis  e como Sandra no drama do Channel 4 Deadwater Fell.
Em 17 de janeiro de 2022, foi anunciado que McGrillis estrelaria como Courtney na comédia da BBC Avoidance, ao lado do criador do programa Romesh Ranganathan e Jessica Knappett. Em 2024, ela apareceu na adaptação do Disney+ de Rivals de Jilly Cooper.

## Filmografia

### Filme
| Ano  | Titulo                | Papel    | Notas |
| ---- | --------------------- | -------- | ----- |
| 2007 | The Other Possibility | Angalina |       |
| 2016 | The Pass              | Lyndsey  |       |
| 2018 | Wild Geese            | Polly    | Curta |
| 2018 | Only You              | Carly    |       |
| 2021 | Last Night in Soho    | Detetive |       |

### Televisão
| Ano          | Titulo                  | Papel                 | Notas                   |
| ------------ | ----------------------- | --------------------- | ----------------------- |
| 2006         | Spit Game               | Receptionist          | Telefilme               |
| 2012–2013    | Hebburn                 | Vicki Pearson         | Papel principal         |
| 2014–2017    | Inspector George Gently | Sergeant Rachel Coles | Temporadas 6—8          |
| 2015         | Fungus the Bogeyman     | Saliva                | 2 episódios             |
| 2015–2018    | No Offence              | Caroline McCoy        | Temporada 3             |
| 2016–2019    | Mum                     | Kelly                 | Papel principal         |
| 2019         | Death in Paradise       | Hannah Wilde          | Temporada 8, episódio 8 |
| 2020         | Deadwater Fell          | Sandra McKay          | 4 episódios             |
| 2020         | Bumps                   | Joanne                | Telefilme               |
| 2020-2021    | King Gary               | Kay / Mad Kay         | Papel recorrente        |
| 2022         | Somewhere Boy           | Sue                   | Papel principal         |
| 2022-present | Avoidance               | Courtney              | Papel principal         |
| 2023         | Maternal                | Helen Cavendish       | Papel principal         |
| 2023         | Best Interests          | Brenda                | 4 episódios             |
| 2023         | Sex Education           | Joanna Franklin       | Papel principal         |
| 2024         | Rivals                  | Valerie Jones         | Papel principal         |
| 2024         | Krapopolis              | Kayleigh (voz)        | Papel principal         |